# چرخش ویژه

چرخش ویژه زاویه چرخش α به چند عامل بستگی دارد که عبارتند از ماهیت ترکیب، غلظت یا چگالی (برای مایعات) طول نمونه‌ای که باید نور از آن عبور کند (طول مسیر)، درجه حرارت، حلال، طول موج نور. غلظت و طول مسیر اهمیت زیادی دارند چون تعداد متوسط مولکولهای فعال نوری تعیین می‌شوند.
{\displaystyle [\alpha ]_{\lambda }^{T}={\frac {\alpha }{l\times c}}}
مقدار چرخش ویژه (انحراف مخصوص) برای یک جسم تحت شرایط معین ثابت است؛ از این‌رو از آن می‌توان به عنوان یک ثابت فیزیکی مثل نقطه ذوب و نقطه جوش و غیره استفاده کرد. رابطه چرخش ویژه با ازدیاد دما برای مقدار معینی از نمونه تغییر می‌کند. برای تجزیه کمی با دانستن چرخش ویژه یک جسم خالصی که در جداولی برای T=۲۰ °C داده شده و اندازه‌گیری α با استفاده از فرمولهای فوق مقدار C (غلظت) را می‌توان حساب کرد.
یکی از مهم‌ترین کاربردهای قطبش‌سنجی (پلاریمتری) در صنایع قند است. وقتی محلولی فقط حاوی ساکارز باشد، پس از تعیین زاویه چرخش α به وسیلهٔ قطبش‌سنج می‌توان غلظت آن را تعیین کرد. صفر پلاریمتر را بایستی با آب مقطر تنظیم نمود یا مقداری که دستگاه برای آب مقطر نشان می‌دهد را یادداشت کرد. یا می‌توان منحنی استاندارد برای α برحسب C رسم کرد. منحنی ممکن است خطی، سهمی یا هذلولی باشد. چرخش مولکولی یک جسم در درجه حرارت T و طول موج λ به صورت {\displaystyle [M]_{\lambda }^{T}} نمایش داده می‌شود؛ که با انحراف مخصوص وسیله رابطه زیر مربوط می‌شود که M وزن مولکول جسم است.
{\displaystyle [M]_{\lambda }^{T}={\frac {[\alpha ]_{\lambda }^{T}\times M}{100}}}
تغییرات چرخش مولکولی را طول موج نور پلاریزه ORD می‌گویند (Optical Rotatory Dispersion) که برای تشریح فرمول اجسامی که ساختمان پیچیده دارند به کار می‌رود.